# Stefan Johannes Bleicher
Stefan Johannes Bleicher (* 1962) ist ein deutscher Organist und Hochschullehrer.

## Leben und Wirken
Bleicher studierte Orgel und Orgelimprovisation bei Lionel Rogg in Genf und bei Ewald Kooiman in Amsterdam sowie historische Aufführungspraxis bei Nikolaus Harnoncourt am Mozarteum Salzburg.
Konzertreisen führten ihn an fast alle wichtigen Domkirchen, Kathedralen und Hauptkirchen Europas. Während seiner Lehrtätigkeit in Zürich war er bis 2009 Organist an der Stadtkirche Winterthur. Seine Diskografie umfasst ungefähr 20 Einspielungen.
Nach einer Lehrtätigkeit an der Musikhochschule Leipzig wirkte er von 2001 bis 2009 als Professor für Orgel an der Zürcher Hochschule der Künste und wechselte dann an die Hochschule für Musik Trossingen. Außerdem unterrichtet er im Rahmen von Kursen an Musikhochschulen und Universitäten im In- und Ausland.
Seit 1991 leitet Bleicher die Süddeutsche Orgelakademie an den großen Denkmalorgeln in Baden-Württemberg.

## Preise
- 2011: Echo Klassik in der Kategorie „Beste Konzerteinspielung Orgel des Jahres“